# سی ماژور
سی ماژور (انگلیسی: B major) با مخفف (B) تنالیته‌ای است بر پایه نت سی و فواصل آن بر اساس گام ماژور است.

## تعریف
گام سی ماژور شامل نت‌های : سی، دو دیز، ر دیز، می، فا دیز، سل دیز و لا دیز است. این گام دارای پنج علامت دیز در سرکلید است.
گام سی ماژور:
مینور نسبی آن سل دیز مینور و گام موازی، سی مینور است.

## آثار در سی ماژور
- سمفونی شماره ۴۶ اثر هایدن
- سمفونی شماره ۲ اثر شوستاکوویچ
- تریو پیانو شماره ۱ اثر برامس